# Platycercus elegans
La rosella cremisi (Platycercus elegans (J.F.Gmelin, 1788)) è un uccello della famiglia degli Psittaculidi, endemico dell'Australia.

## Descrizione
Si presenta con un piumaggio generale rosso macchiettato di nero nelle parti superiori e taglia attorno ai 36 cm. 
I due sessi sono molto simili anche se la femmina ha il rosso del capo e del petto meno puro del maschio. Nel dettaglio la colorazione è la seguente: testa, collo, groppone, sopraccoda, gola, petto addome e sottocoda rosso cremisi; guance e bordo ala blu; auchenio, dorso e ali rosse macchiettate di nero (effetto della colorazione nera con bordo rosso di piume e penne). La coda è multicolore dato che le 4 timoniere centrali sono verdi e quelle laterali nere bordate di blu. Il becco e le zampe sono grigio chiaro e l'iride bruna.
I soggetti immaturi si presentano con la parte superiore del corpo e la coda verdi, mentre il rosso compare sulle parti inferiori e su un'ampia mascherina facciale.

## Tassonomia
È classificata in cinque sottospecie:
- P. e. elegans, sottospecie nominale descritta;
- P. e. nigrescens, che oltre a una colorazione leggermente più scura, ha taglia minore;
- P. e. melanoptera, che ha taglia leggermente superiore e blu più brillante;
- P. e. flaveolus, con taglia attorno ai 33 cm, sostituisce al colore rosso di P. e. elegans il colore giallo, tranne sulla fronte e sulle redini. La femmina si identifica per la presenza sul petto di screziature rosso-arancio;
- P. e. adelaidae, sottospecie derivata dall'incrocio di P. e. elegans e P. e. flaveolus e anche la colorazione lo testimonia: il rosso tende a sbiadire e a presentare sfumature dorate che variano da soggetto a soggetto. La taglia si aggira attorno ai 36 cm.

## Biologia
Frequenta le foreste costiere e quelle secondarie fino ai 1900 metri di quota; gli adulti vivono in coppie o in piccoli gruppi familiari, i giovani invece creano bande di numero molto superiore.
La stagione riproduttiva va da settembre a febbraio e la femmina depone 6-8 uova nel cavo di un albero. L'incubazione dura circa 22 giorni e i piccoli lasciano il nido a circa 5-6 settimane dalla schiusa. Raggiungono la maturità sessuale attorno ai 2 anni.

## Distribuzione e habitat
Vive in due popolazioni distinte nell'Australia sud-orientale, una sulla costa nord-orientale del Queensland, l'altra nel Queensland sud-orientale e nei territori sud-orientali dell'Australia meridionale. È stata introdotta sull'isola di Norfolk, dove è diventata comune. Diffusa in natura e in cattività dove è molto allevata.